# Moziklip (album)
A Moziklip az azonos című film zenéiből megjelent kétlemezes album, melyet 1987-ben adott ki a Favorit. Katalógusszámai: SLPM 37129 és SLPM 37130. 1997-ben CD-n és kazettán is megjelent.

## Az album dalai

### A oldal
1. V'Moto-Rock - Moziklip
2. Z'zi Labor - Szárnyak nélkül
3. Révész Sándor - Ne várd a hullócsillagot
4. Dolák-Saly Róbert - Elveszett éden

### B oldal
1. Komár László - Élni tudni kell
2. Ács Enikő - Kornél és Elvira
3. Varga Miklós - Munkásszállás
4. Katona Klári, Somló Tamás - Boldog dal
5. Sztevanovity Zorán - Számíthatsz rám

### C oldal
1. Laár András - Szerda királynő
2. Sziámi - Mi már leszoktunk róla
3. Kamara Rock Trio - Kacsamajom
4. Sárközi Anita - Várj reám
5. Korom Attila - Vasárnap éjjel

### D oldal
1. Sziámi - 100 bolha
2. Kőnigh Péter & Ciklámen - Indián dal
3. Napoleon Boulevard - Álmunkra vigyázz!
4. Kentaur - Sirály sziget